# Cryptosylvicola randrianasoloi
Cryptosylvicola randrianasoloi е вид птица от семейство Bernieriidae, единствен представител на род Cryptosylvicola.

## Разпространение
Видът е разпространен в Мадагаскар.